# علی بهادر
علی بهادر (زادهٔ ۱۳۳۹، همدان) کارگردان و تهیه‌کننده ایرانی ست.

## زندگی‌نامه
علی بهادر در سال ۱۳۳۹ در همدان متولد شد. او فارغ‌التحصیل رشته کارگردانی از دانشگاه صدا و سیما و دارای مدرک کارشناسی ارشد در رشته ادبیات تمایشی است. از همان ابتدا با نویسندگی و کارگردانی: فیلم «زندگی» برنده سه جایزه از جشنواره فیلم دفاع مقدس، بیست و دومین جشنواره بین‌المللی فیلم‌های آموزش و تربیتی رشد و دومین جشنواره فیلم کوتاه همدان شد.
او بیش از سه دهه است که در ساخت مجموعه‌های مستند، مستند داستانی و سریال‌های تلویزیونی در قالب تهیه‌کننده، کارگردان و مجری طرح فعالیت دارد. کارگردانی سریال‌های «بهترین تابستان من»، «عشق سال‌های جنگ» و «شب هزار و یکم» و نیز مینی سریال «برکت»، فیلم‌های داستانی «آن شب»، «گردنبند» و فیلم سینمایی ویدئویی «قدم‌زدن در بهشت»، تهیه‌کنندگی فیلم‌های سینمایی ویدئویی «ارثیه پر ماجرا» و «شاهزاده و گدا»، مستندهای «نوروز در تاجیکستان»، «نوروز در ازبکستان»، «نوروز در قزاقستان» و «نوروز در ترکمنستان» و… که برخی از همین مجموعه چندین جایزه از جشنواره دفاتر خارج از کشور صدا و سیما به خود اختصاص داده‌است بخشی از آثار علی بهادر در حوزه‌های تخصصی اوست. گفتنی است سریال بهترین تابستان من، سریالی است که برای نخستین بار علی صادقی را به دنیای بازیگری معرفی کرد.

## حوزه‌های فعالیت
- مستند
- داستانی
- مجموعه‌های تلویزیونی

### مستند
- مستند زندگی
- گلهای مثل هم
- ولی نعمتان انقلاب
- زنبور داری در ایران
- همدلی
- جهاد در جهاد
- بدخشان بام جهان در چهار قسمت
- نوروز در تاجیکستان
- نوروز در ازبکستان
- نورورز در قزاقستان
- نوروز در ترکمنستان
- میهمانی خدا در تاجیکستان در سه قسمت
- ایرانشناسان در تاجیکستان در ۱۵ قسمت
- ایرانشناسان در ازبکستان در ۱۳ قسمت
- مستند ۳۰ قسمتی بچه‌های مسجد
- مستند ۶۳ قسمتی گاز انرژی پاک با نیم قرن تلاش

### سریال تلویزیونی
- بهترین تابستان من طنز دفاع مقدس در ۸ قسمت بارها از شبکه‌های سیما پخش شده‌است
- شب هزارویکم در ۲۳ قسمت پخش از شبکه اول سیما
- عشق سال‌های جنگ در ۱۳ قسمت پخش شده از شبکه سوم سیما
- برکت در چهار قسمت آماده پخش از سیما

### سینمایی
- قدم زدن در بهشت
- شب هزار و یکم
- برکت
- ارثیه پر ماجرا
- شاهزاده و گدا